# BeIn Sports
Cet article concerne le réseau international BeIn Sports. Pour la chaîne BeIn Sports en France, voir BeIn Sports France.
BeIn Sports est un réseau qatarien de chaînes de télévision sportives, créé en 2011, appartenant depuis janvier 2014 à BeIn Media Group, présidé par Nasser Al-Khelaïfi.  
Le réseau comprend plusieurs chaînes de télévisions à travers le monde.

## Historique
Al Jazeera Media Network est entré sur le marché européen des droits de télévision en juin 2011 en achetant un lot de matches de Ligue 1 de football français en direct de 2012 à 2016 pour 90 millions d'euros par an. L'accord en faisait des diffuseurs conjoints de football de premier ordre en France aux côtés du détenteur historique de droits à long terme, Canal +. Le télé-diffuseur a également acquis les droits de télévision payante pour la Ligue des champions, la Ligue Europa de 2012 à 2015, l'Euro 2012 et l'Euro 2016 en France. La France a été ciblée comme la première entrée d'Al Jazeera en Europe en raison du fait qu'il n'y avait pas de chaînes sportives dédiées, contrairement au Royaume-Uni. 
Le nom « beIN Sport » a été dévoilé début 2012. Selon Nasser Al-Khelaïfi, directeur d'Al Jazeera Sports, le nom « symbolise l'esprit de deux chaînes visant à diffuser en direct et en exclusivité les plus grands événements ».
L'ancien directeur de Canal +, Charles Biétry a été engagé par Al Jazeera pour lancer les chaînes. Au début les chaînes sont disponibles sur tous les fournisseurs de câble et de télévision sur IP et certains fournisseurs de services par satellite. CanalSat - détenue par Groupe Canal + - a refusé de porter les chaînes à partir de mars 2012. 
beIN Sports 1 a été lancé le 1er juin 2012 : juste à temps pour diffuser l'Euro 2012. Alors que beIN Sports 2 a été lancé le 27 juillet 2012 juste à temps afin de diffuser la première journée de la saison de Ligue 2 française 2012, et avant le début de la saison 2012-13 de la Ligue 1. 
Le 31 décembre 2013, Al Jazeera Sports a été créée par Al Jazeera Media Network et rebaptisée beIN Sports. L'entreprise est une institution privée créée par l’Émir du Qatar en 2013.
En 2013, Charles Bietry quitte ses fonctions au sein de beIN Sports.
Le 6 juin 2014, Yousef Al-Obaidly est nommé président de beIn Sports France à la place de Nasser Al-Khelaïfi.

## Identité visuelle (logo)

Logo de beIn Sports du 1er janvier 2014 au 31 décembre 2016.
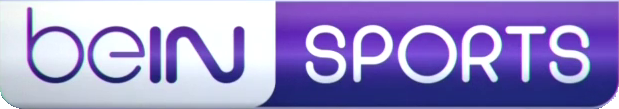
Logo de beIN Sports depuis le 1er janvier 2016.

## Piratage de beIn Sports par beoutQ
La chaîne saoudienne pirate beoutQ apparait en août 2017, deux mois après le début de la crise du Golfe. BeIn Media Group l’accuse de piratage car elle rediffuse tout son contenu, tels les Jeux Olympiques, la Formule 1, la Ligue des champions de l'UEFA, le Championnat d'Angleterre de football ou bien la Coupe du monde de football 2018[réf. nécessaire]. La réception se fait via un décodeur coûtant 107 dollars. La chaîne pirate diffuse les mêmes programmes que BeIn Sports avec les mêmes experts. BeIn Media Group dénonce le fait que les décodeurs soient ouvertement et largement vendus en Arabie saoudite par des vendeurs autorisés par l’autorité saoudienne de régulation (الهيئة العامة للإعلام المرئي والمسموع), et que les programmes soient diffusés dans des lieux publics tels aéroports ou restaurants.[réf. nécessaire]
Le signal pirate est transmis par le fournisseur de satellites Arabsat, basé à Riyad, ce qui est démenti fermement par les autorités saoudiennes et beoutQ qui prétend que ses actionnaires sont cubains et colombiens. D’un autre côté, Arabsat confirme néanmoins que les programmes pirates sont émis depuis un canal satellite qu’il refuse de fermer, et une mise en demeure réalisée par beIn Sports révèle que l’hébergement du site de la société beoutQ avait été payé par le directeur général de Selevision, une entreprise saoudienne de distribution de contenus vidéos. 

### Chronologie des événements et réponses des parties prenantes
Fin mai 2018, la chaine qatarienne beIN Sports demande à la FIFA d’entreprendre une action légale directe contre Arabsat.
Le 22 juin 2018, l’Arabie saoudite annonce qu'elle aurait confisqué plus de 12 000 dispositifs de piratage à travers le pays et qu’elle « respecte la question de la protection des droits intellectuels et les conventions internationales à ce sujet »,.
Plusieurs organisations sportives internationales condamnent en juillet et août 2018 ce piratage, telles les instances du tennis professionnel ou la Ligue de football professionnel (LFP). La FIFA, le 11 juillet, tout comme le Championnat d'Angleterre, le 21 août, annoncent lancer des actions en justice contre beoutQ et les parties prenantes impliquées en Arabie saoudite. Cette dernière dit également avoir écrit à la Commission européenne à ce sujet en tant que membre du Groupement des détenteurs de droits sportifs (Sports Rights Owners Coalition). Le 16 août, la LFP a publié un communiqué condamnant "le piratage illégal" des matches de la première journée de Ligue 1 par la chaîne pirate. 
Le 16 août 2018, trois enquêtes des sociétés de sécurité informatique Cisco Systems, NAGRA et Overon, mandatées par BeIn Media Group, confirment que la chaîne émet bien via Arabsat. BeIn Media Group regrette dans un communiqué le refus d’Arabsat de mettre un terme à cette diffusion, qui semble être motivé par des raisons politiques, d’autant que beoutQ diffuserait également de la « propagande anti Qatar ». Pour BeIn Media Group, « les preuves sont irréfutables. La chaîne illégale beoutQ est soutenue par des Saoudiens et ouvertement promue par des personnalités saoudiennes ».[réf. nécessaire]
Le 20 août 2018, en réponse à cela, les autorités saoudiennes mettent « fin à la licence de la chaîne qatari BeIn Sports en Arabie saoudite. L'Autorité générale de la concurrence du pays annonce également qu'elle va infliger une amende de 10 millions de riyals (2,3 millions d’euros) à BeIn Sports pour des infractions présumées aux lois locales sur la concurrence ». 
Le 1er octobre 2018, BeIn Sports réclame un milliard de dollars pour ce « piratage de masse » attribué à l’Arabie saoudite, qui est par ailleurs poursuivi par l’État du Qatar devant l’OMC pour violations de la propriété intellectuelle. L'Arabie saoudite refuse en octobre 2018 la demande du Qatar d'établir un tribunal d'arbitrage, mais l'OMC prévoit qu'en cas de renouvellement de la demande, elle est automatiquement approuvée, ce qui est le cas en décembre 2018. 
En janvier 2019, BeIn Sports met en ligne le site internet beoutq.tv pour dénoncer ce piratage. Le site "détaille les programmes diffusés illégalement dans plus de 20 pays, une chronologie des événements et montre du doigt plusieurs personnalités saoudiennes, soutenus par l'État saoudien". 

### Conséquences financières
Le manque à gagner serait très important puisque rien qu’en France, le coût annuel de la grille est estimée à 400 millions d’euros. Finalement, les mesures à l’encontre de beIn Sports et le piratage auraient engendré une chute de 17 % d’abonnés et des centaines de millions de dollars de pertes.